# Шнайдер, Френи
Фере́на «Фре́ни» Шна́йдер (нем. Verena "Vreni" Schneider, род. 26 ноября 1964 года в Эльме, Швейцария) — швейцарская горнолыжница, трёхкратная олимпийская чемпионка (1988 — слалом и гигантский слалом, 1994 — слалом), серебряный (комбинация) и бронзовый (гигантский слалом) призёр Олимпиады 1994 года, трёхкратная чемпионка и трёхкратная обладательница Кубка мира (1989, 1994, 1995). Знаменосец сборной Швейцарии на зимних Олимпийских играх 1992 года.
Одна из шести горнолыжниц в истории, кто выигрывал Кубок мира в общем зачёте не менее 3 раз. Кроме Шнайдер — это Аннемари Мозер-Прёль (6), Линдси Вонн (4), Микаэла Шиффрин (4), Петра Кронбергер (3) и Яница Костелич (3).
В 1986—1995 годах одержала 55 побед на этапах Кубка мира (20 — гигантский слалом, 34 — слалом, 1 — комбинация). По этому показателю занимает четвёртое место среди всех горнолыжниц после Микаэлы Шиффрин, Линдси Вонн и Аннемари Мозер-Прёль. По победам в гигантском слаломе занимает второе место в истории женского Кубка мира, уступая только Шиффрин. В сезоне 1988/89 Шнайдер одержала 14 побед на кубковых этапах, что было рекордом в горнолыжном спорте, как среди женщин, так и среди мужчин.
Пять раз признавалась лучшей спортсменкой Швейцарии (1988, 1989, 1991, 1994, 1995), а в 2000 году был выбрана «Лучшей спортсменкой Швейцарии XX века».
Завершила спортивную карьеру в 1995 году.

### Зимние Олимпийские игры
| Олимпийские игры | Скоростной спуск | Супергигант | Гигантский слалом | Слалом | Комбинация |
| ---------------- | ---------------- | ----------- | ----------------- | ------ | ---------- |
| 1988 Калгари     | —                | —           | 1                 | 1      | DNF SL1    |
| 1992 Альбвервиль | —                | —           | DNF1              | 7      | —          |
| 1994 Лиллехаммер | 33               | —           | 3                 | 1      | 2          |

## Кубки мира
- Общий зачёт (3 раза): 1989, 1994, 1995
- Гигантский слалом (5 раз — рекорд среди женщин): 1986, 1987, 1989, 1991, 1995
- Слалом (6 раз — рекорд среди женщин): 1989, 1990, 1992, 1993, 1994, 1995